# 布朗茨維爾 (印地安納州)
布朗茨維爾（英語：Blountsville）是一個位於美國印地安納州亨利縣的城鎮。

## 人口
根據2010年美國人口普查的數據，布朗茨維爾的面積為0.29平方千米，全部为陸地面積。當地共有人口134人，而人口密度為每平方千米462人。